# Club Atlético Talleres General Manuel Belgrano
El Club Atlético Talleres General Manuel Belgrano o simplemente Talleres de Añatuya, es una institución deportiva de la localidad de Añatuya, Provincia de Santiago Del Estero. Participa en la temporada 2024-25 del Torneo Regional Federal Amateur y está afiliado a la Liga Añatuyense de Fútbol.

## Historia

### Fundación
Talleres nace como institución el 1 de mayo de 1918 con el nombre de Talleres Central Norte en homenaje al ferrocarril que llevaba ese nombre y la fecha de fundación en homenaje a los trabajadores, un grupo de empleados ferroviarios que trabajaban en el depósito de locomotoras en la ciudad de Añatuya, procedentes de los talleres de Santa Fe, Laguna Paiva y San Cristóbal querían juntarse para practicar algún deporte: fútbol, atletismo o bochas en sus horas de descanso, pero carecían de un predio donde practicar alguna de estas disciplinas.
Crearon un estatuto que fue presentado en Personas Jurídicas y finalmente aprobado el 27 de julio de 1922, recibiendo en ese entonces el N.º 452 de Personería Jurídica que le fuera otorgado por autoridades provinciales como Santiago Maradona y Julio Olivera. En su lucha y afán de conseguir un predio para la construcción de tan anhelado club tramitaron la donación de un terreno, mientras tanto alquilaban un espacio propiedad del Sr. Rebollo ubicado en las intersecciones de Avenida Francisco de Aguirre, España, Dr. Stemberg y Falú. El 27 de diciembre de 1929, Don Diego Atencio, en ese momento Presidente de la institución y el Sr. Juan Guzmán reciben de parte del Intendente de Añatuya, Enrique Bonavita, la notificación de la adjudicación de una chacra de 115 metros de frente por 174 metros de fondo ubicada en las calles Avellaneda, Saavedra, Manzione y Sabio Wagner, lugar donde actualmente se encuentra el Club Talleres.

### Campeón del Petit Torneo
El 22 de septiembre de 2024, Talleres General Belgrano de Añatuya logró un triunfazo al derrotar 2-1 a su homónimo de Nueva Esperanza, consagrándose campeón del Petit Torneo de la Federación de Fútbol de Santiago del Estero y asegurando su clasificación al Torneo Regional Federal Amateur 2024-25.
El conjunto dirigido por Gabriel Burgos se adelantó en el marcador en el primer tiempo con un doblete de Franco “Suncho” Tevez, quien aprovechó las oportunidades para poner a su equipo 2-0 arriba. En la segunda mitad, Talleres GB controló el partido, evitando que su rival generara peligro y asegurando el resultado a su favor. Aunque el equipo de Nueva Esperanza descontó con un gol de Gerez a los 15 minutos del complemento, el marcador no volvió a moverse, y el pitazo final del árbitro Willian Abdala selló el triunfo y el título para el equipo de Añatuya.
Con este campeonato, Talleres General Belgrano será otro de los representantes de la provincia en el certamen que organizará el Consejo Federal de AFA.

## Datos del club
Total de temporadas en AFA: 6
- Temporadas en primera división: 0
- Temporadas en segunda división: 0
- Temporadas en tercera división: 1
  - Torneo del Interior: (1991-92)
- Temporadas en cuarta división: 1
  - Torneo Regional Federal Amateur: 1 (2024-25)
- Temporadas en quinta división: 4
  - Torneo Federal C: 2 (2015-2016)
  - Torneo Argentino C: 2 (2013-2014)
- Participaciones en Copas nacionales: 1
  - Copa de la República: (1945)